# Georges Brassens joue avec Moustache et les Petits Français
Georges Brassens joue avec Moustache et les Petits Français, est l’adaptation en musique de jazz de 23 chansons de Georges Brassens. L’édition originale est sortie en janvier 1979.

## Mise en perspective de l'album
Amateur de musique de jazz depuis ses dix ans, sa présence ne fut pas incongrue en 1951, lorsque Georges Brassens se produisit sur la scène du club Le Vieux Colombier, fief des musiciens de jazz et des « rats de cave », situé dans le quartier parisien de Saint-Germain-des-Prés. Dans cet univers, il rencontra pour la première fois le batteur de jazz, Moustache au Vieux Colombier de Juan-les-Pins, autre club de jazz incontournable dans les années 1950 à 1960. Lors de leurs retrouvailles, de nombreuses années plus tard (vers 1976), Moustache lui fit la promesse d’adapter et d’enregistrer ses chansons en jazz. Pour ce faire, il fit appel à Benny Vasseur, François Guin et Jean-Gabriel Bauzil et les joignit au groupe qu’il venait de former : Les Petits Français. Bien évidemment, il associa à cette entreprise Brassens et ses deux fidèles accompagnateurs : Pierre Nicolas et Joël Favreau. De surcroît, il usa de la présence à Paris de cinq prestigieux solistes américains, pour solliciter leur concours : Cat Anderson, Eddie "Lockjaw" Davis, Dorothy Donegan, Harry 'Sweets' Edison, et Joe Newman. Les arrangements furent confiés à Michel Attenoux.
Le double LP qui en résulta fut intitulé Georges Brassens joue avec Moustache et les Petits Français (réédité sous le titre Brassens-Moustache jouent Brassens en jazz et repris en CD sous un troisième titre : Giants of jazz play Brassens). Cet ouvrage fut distingué par l'Académie du disque français, le Grand Prix de la ville de Paris et le Trophée n°1 d’Europe 1, en 1979.

## Musiciens
- Georges Brassens et ses accompagnateurs habituels :
  - G. Brassens, à la guitare sur tous les titres, chante Élégie à un rat de cave, qu’il créa spécialement pour l'album, ainsi que le refrain du Temps passé.
  - Pierre Nicolas, contrebasse
  - Joël Favreau, guitare

- Moustache et son groupe, Les Petits Français : 
  - Moustache, batterie
  - Michel Attenoux, saxophone
  - Geo Daly, vibraphone
  - Christian Donnadieu, vibraphone
  - Irakli, trompette
  - Teddy Martin, violon
  - Marcel Zanini, clarinette et saxophone ténor

- Solistes français :
  - Jean-Gabriel Bauzil, trompette
  - François Guin, trombone
  - Benny Vasseur, trombone

- Solistes américains :
  - Cat Anderson, trompette
  - Eddie "Lockjaw" Davis, saxophone ténor
  - Dorothy Donegan, piano
  - Harry "Sweets" Edison, trompette
  - Joe Newman, trompette

## Édition originale
- Janvier 1979 : Georges Brassens joue avec Moustache et les Petits Français, 2 disques microsillon 33 tours/30 cm, Philips/Phonogram (6679 023).

– Pochette ouvrante : 
• Recto, montage de photos réalisées par Gérard Neuvecelle et Claude Delorme.
• Intérieur, photos réalisées par J. Aubert, Claude Delorme et A. Canu.

### Liste des chansons

#### Disque 1
| 1. | Élégie à un rat de cave, chanté par G. Brassens. | 3 min 51 s |
| 2. | Au bois de mon cœur                              | 3 min 40 s |
| 3. | P… de toi                                        | 2 min 51 s |
| 4. | La Femme d'Hector                                | 2 min 30 s |
| 5. | La Marche nuptiale                               | 2 min 35 s |
| 6. | Le temps ne fait rien à l'affaire                | 4 min 04 s |

| 1. | Le Temps passé, refrain chanté par G. Brassens. | 3 min 03 s |
| 2. | Chanson pour l'Auvergnat                        | 3 min 10 s |
| 3. | La Chasse aux papillons                         | 2 min 55 s |
| 4. | Le Pornographe                                  | 3 min 16 s |
| 5. | La Prière                                       | 2 min 59 s |
| 6. | Les Copains d'abord                             | 2 min 15 s |

#### Disque 2
| 1. | Histoire de faussaire      | 3 min 12 s |
| 2. | Embrasse-les tous          | 2 min 50 s |
| 3. | Maman, papa                | 4 min 20 s |
| 4. | La Non-demande en mariage  | 2 min 57 s |
| 5. | Je me suis fait tout petit | 2 min 52 s |

| 1. | J’ai rendez-vous avec vous | 2 min 54 s |
| 2. | Bonhomme                   | 3 min 45 s |
| 3. | Le Vent                    | 2 min 23 s |
| 4. | La Ballade des cimetières  | 2 min 41 s |
| 5. | La Ronde des jurons        | 3 min 17 s |
| 6. | Cupidon s'en fout          | 2 min 25 s |

## Discographie liée à l’album

### Disquesmicrosillon33 tours
Dans la foulée, les deux disques contenus dans l’album, Brassens-Moustache jouent Brassens en jazz, ont paru séparément sous un nouvel intitulé :
- 1979 : Georges Brassens joue avec Moustache et Les Petits Français – « Élégie à un rat de cave », volume 1, Philips/Phonogram (9101 260).
- 1979 : Georges Brassens joue avec Moustache et Les Petits Français, volume 2, Philips/Phonogram (9101 280).

### Disquesmicrosillon45 tours
- 1979 : Brassens- Moustache et les Petits Français jouent Brassens, Philips/Phonogram (6172.290).

– Face 1 : P…de toi
– Face 2 : Au bois de mon cœur
- 1979 : Brassens- Moustache et les Petits Français jouent Brassens, Philips/Phonogram (6837.603).

– Face 1 : Élégie à un rat de cave
– Face 2 : Au bois de mon cœur
- 1979 : Brassens- Moustache et les Petits Français jouent Brassens, Philips/Phonogram (6837.604).

– Face 1 : La Prière
– Face 2 : La Marche nuptiale

### Réédition endisque compact
- 1987 : Giants of Jazz Play Brassens, Philips/PolyGram (832 466-2).

– Liste des 23 chansons (identique à l’édition originale)
| 1.     | Élégie à un rat de cave           | 3 min 51 s |
| 2.     | Au bois de mon cœur               | 3 min 40 s |
| 3.     | P... de toi                       | 2 min 51 s |
| 4.     | La Femme d'Hector                 | 2 min 30 s |
| 5.     | La Marche nuptiale                | 2 min 35 s |
| 6.     | Le temps ne fait rien à l'affaire | 4 min 04 s |
| 7.     | Le Temps passé                    | 3 min 03 s |
| 8.     | Chanson pour l'Auvergnat          | 3 min 10 s |
| 9.     | La Chasse aux papillons           | 2 min 55 s |
| 10.    | Le Pornographe                    | 3 min 16 s |
| 11.    | La Prière                         | 2 min 59 s |
| 12.    | Les Copains d'abord               | 2 min 15 s |
| 13.    | Histoire de faussaire             | 3 min 12 s |
| 14.    | Embrasse-les tous                 | 2 min 50 s |
| 15.    | Maman, papa                       | 4 min 20 s |
| 16.    | La Non-demande en mariage         | 2 min 57 s |
| 17.    | Je me suis fait tout petit        | 2 min 52 s |
| 18.    | J’ai rendez-vous avec vous        | 2 min 54 s |
| 19.    | Bonhomme                          | 3 min 45 s |
| 20.    | Le Vent                           | 2 min 23 s |
| 21.    | La Ballade des cimetières         | 2 min 41 s |
| 22.    | La Ronde des jurons               | 3 min 17 s |
| 23.    | Cupidon s'en fout                 | 2 min 25 s |
| 71 min |                                   |            |